# Marino Grimani
Marino Grimani (Veneza, 01 de julho de 1532 - Veneza, 25 de dezembro de 1605) tornou-se o 89º Doge da República de Veneza em 26 de abril de 1595 e permaneceu no cargo até sua morte.
Filho de Girolamo de Donata Pisani, um político muito rico e habilidoso, seu dogato tornou-se famoso por dois motivos: as esplêndidas festividades para a coroação de sua esposa Morosina Morosini em Dogaressa (1597) e o início das disputas entre Papato e a República sob o reinado de seu sucessor Leonardo Donato, levando ao Interdetto para Veneza, com longas conseqüências nas relações entre a Igreja e a Serennissima (1606-1607).

## Vida
Homem rico e poderoso, Grimani fez uma carreira rápida: prefeito, embaixador (por muito tempo junto ao papa, em Roma), conselheiro do doge. Nomeado como um cavaleiro e muito amado pelo povo, a quem ele costumava usar sua enorme riqueza para ganhar o favor, ele logo se tornou um dos homens mais influentes do governo. Na morte de Doge Pasquale Cicogna, finalmente, candidatou-se ao mais alto cargo.

## Governo (Dogato)
Após setenta escrutínios, nenhum dos concorrentes propostos ao cargo de Doge conseguiu atingir o quórum mínimo, mesmo  após alianças e intrigas entre os vários nobres. Grimani, um homem de considerável habilidade política, conseguiu, graças a "presentes" caros, minar os acordos entre seus competidores e alcançar o número de votos necessários. O povo, que o amava, celebrou sua eleição por um longo tempo; as luxuosas celebrações continuaram ininterruptamente durante quase um ano,  em 1597 as celebrações foram retomadas para a magnífica coroação de sua esposa,  Morosina. O custo de tais celebrações era tão alto que, até o final do século XVII, um evento semelhante não era repetido. Entre banquetes ricos, apresentações teatrais e recepções pródigas na agenda, a vida prosseguiu despreocupada e feliz, mesmo que as nuvens escuras começassem a se formarem.
Na década de 1600, as fricções começaram entre o Papado e Veneza. Durante 1601 - 1604 foram emitidas várias leis limitando o poder papal que garantiu, pelo contrário, o controle máximo do estado sobre as estruturas clericais. No final de 1605, dois eclesiásticos foram presos como criminosos "comuns" e sem conceder os privilégios que lhe foram devidos e o Papa Paulo V, ressentido, enviou protestos formais em 10 de dezembro do mesmo ano. Grimani, doente por algum tempo por causa de todos os excessos derivados de festas e banquetes, não poderia estar interessado neste problema até que morreu em 25 de dezembro de 1605.